# L'ultimo attacco (film 1991)
L'ultimo attacco (Flight of the Intruder) è un film statunitense del 1991 diretto da John Milius, tratto dal romanzo Il volo dell'incursore (Flight of the Intruder) di Stephen Coonts.

## Trama
Durante la guerra del Vietnam, una squadra di piloti, contravvenendo agli ordini dei superiori, attaccarono un bersaglio non autorizzato, in contrasto con la decisione del governo degli Stati Uniti di limitare gli obiettivi nei bombardamenti e rischiando la corte marziale.

## Distribuzione
Il film è uscito in Italia per la prima volta nel 1991 in VHS per il mercato home video su distribuzione Cinema International Corporation